# Abdulhamid al-Bakkush
Abdulhamid al-Bakkouch, né le 10 août 1933 et mort le 4 décembre 2007, est un homme politique libyen. Il est Premier ministre du royaume de Libye d'octobre 1967 à septembre 1968.

## Biographie
Abdulhamid al-Bakkouch est ministre de la Justice de janvier 1964 à septembre 1968 et Premier ministre du 25 octobre 1967 au 4 septembre 1968, sous la monarchie. Pendant son mandat, la Libye crée, en 1968, avec l'Arabie saoudite et le Koweït, l'Organisation des pays arabes exportateurs de pétrole (OAPEC) afin de coordonner la production, le raffinage, le transport et la commercialisation du pétrole entre les trois pays. En juillet de la même année, la Libye signe le traité de non-prolifération nucléaire.
En 1968, il est nommé ambassadeur en France.
Après l'arrivée au pouvoir de Mouammar Kadhafi, il s'exile d'abord à Londres, puis à Paris. En 1977, il s'installe en Égypte où, en 1982, il crée l' Organisation libyenne de libération, qui rejoint le Front de salut national (LNSF), faisant partie de l'opposition en exil. 
Il est accusé de comploter pour renverser le colonel Kadhafi. À la suite de l'arrivée d'un commando libyen présumé au Caire, des responsables égyptiens simulent son assassinat le 12 novembre 1984, en publiant des photos mises en scène dans la presse pour amener la Libye à annoncer que l'assassinat était un succès. Les autorités de Tripoli mordent à l'hameçon et les relations entre les deux pays voisins, déjà mauvaises, se détériorent.